# Clarence DeMar
Clarence DeMar   (Madeira, 7 de juny de 1888 - Reading, 11 de juny de 1958) va ser un atleta estatunidenc, especialista en maratons, que va competir durant les dècades de 1910 i 1920. Era conegut com a "Mr. DeMarathon".
Durant la seva carrera esportiva va prendre part en tres edicions dels Jocs Olímpics d'Estiu. El 1912, als Jocs d'Estocolm, fou dotzè en la prova del marató del programa d'atletisme. Fins dotze anys més tard no tornà a disputar uns Jocs. Fou el 1924, a París, on guanyà la medalla de bronze en la marató, en finalitzar rere Albin Stenroos i Romeo Bertini. La tercera i darrera participació fou el 1928, a Amsterdam, on fou vint-i-setè en la marató.
Va disputar 34 edicions de la marató de Boston, de les quals en guanyà set entre 1911 i 1930. És l'atleta més veterà en haver-la guanyat, 41 anys el 1930, i també el que hi té més victòries. També va guanyar el campionat nacional de marató quatre vegades durant la dècada de 1920.
Des de 1978 se celebra la Clarence DeMar Marathon en honor seu.

## Millors marques
- Marató. 2h 18' 10" (1932)[5]